# 潘京
潘京（?—?），字世長，晉朝武陵漢壽人。弱冠時，武陵郡辟其為主簿，太守趙廞非常器重他，後又被州所辟。潘京又舉秀才，前往洛陽後受到尚書令樂廣的賞識。之後潘京擔任巴丘、邵陵、泉陵三地縣令。朝廷準備任命其為桂林太守，潘京拒絕上任並就此回家，最終在五十歲那年去世。

## 延伸阅读
[在维基数据编辑]
 《晉書·卷090》，出自房玄齡《晉書》